# Vražné
Vražné je obec v okrese Nový Jičín v Moravskoslezském kraji, rozkládající se po obou stranách historické moravsko-slezské zemské hranice. Žije zde 837 obyvatel. V roce 1822 se zde narodil Johann Gregor Mendel, zakladatel genetiky, objevitel základních zákonů dědičnosti a opat Starobrněnského kláštera.

## Název
Základem jména vesnice je staré slovo vráž odvozené od základu slovesa vrhat, které označovalo vyvýšeninu, kopec (bulharsky vraga je "boule", nářečně též "kopec"). Samotné jméno vsi je pak střední rod přídavného jména vražný - "kopcovitý". Původní význam místního jména pak byl buď "kopcovité místo" nebo "ves pod kopci". Německé jméno Petersdorf ("Petrova ves") dáno podle zasvěcení místního kostela svatému Petru.

## Historie
První písemná zmínka o obci (místní část Dolní Vražné) je z roku 1282. Moderní obec Vražné vznikla k 1. září 1953 údajně dobrovolným sloučením tří obcí, jimiž byla moravská obec Dolní Vražné (německy Groß Petersdorf), slezské obce Horní Vražné (německy Klein Petersdorf) a Hynčice (německy Heinzeldorf).

## Pamětihodnosti
- Rodný dům Johanna Gregora Mendela, kulturní památka České republiky
- Bývalá škola do které chodil i Johann Gregor Mendel
- Kostel svatého Petra a Pavla
- Kříž Bolestné Panny Marie z r.1807 u kostela
- Kříž u kostela
- Kříž na hřbitově
- Socha sv. Jana Nepomuckého
- Kaple sv.Jana Nepomuckého z r.1859
- Kaple sv.Jana a Pavla v Hynčicích
- Kaple sv.Floriána v Emauzích

## Významní rodáci
- Johann Gregor Mendel – mnich, zakladatel genetiky a opat augustiniánského kláštera na Starém Brně se narodil v části obce Hynčice (něm. Heinzendorf bei Odrau).

## Členění obce
V současnosti se obec člení na dvě katastrální území (Vražné u Oder a Hynčice u Vražného), ale před 15. prosincem 1995 existovala katastrální území všech tří bývalých obcí, přičemž k.ú. Dolní Vražné zahrnovalo východní polovinu současného Vražného, zatímco k.ú. Horní Vražné zahrnovalo západní polovinu zmíněného katastrálního území. Na severozápadě území bývalého slezského k.ú. Horní Vražné leží část obce  Emauzy. Pokud jde o části a základní sídelní jednotky, člení se obec na Vražné, Hynčice a Emauzy.

## Doprava
Na území obce zasahuje dálnice D1 a silnice I/47 v úseku Hranice – Emauzy – Odry. Dále zde vedou silnice III. třídy:
- III/04732 Bělotín – Hynčice – Vražné – Mankovice
- III/04733 Hynčice – Emauzy
- III/04735 Odry – Vražné
- III/0489 Jeseník nad Odrou – Vražné
- III/4418 Veselí – Hynčice – Lučice